# アヴィニョン歴史地区
「アヴィニョン歴史地区：教皇宮殿、大司教座の建造物群及びアヴィニョン橋」は、フランスにあるユネスコ世界遺産のひとつ。
南フランスの都市アヴィニョンの景観のうち、教皇宮殿とその周辺、すなわちプチ・パレ（小宮殿）、ノートルダム・デ・ドン大聖堂、サン・ベネゼ橋（アヴィニョン橋）、一部の城壁などを対象とする。
当初の登録名は単なる「アヴィニョン歴史地区」だったが、2006年に現在の登録名に変更された（当項目名は煩瑣になるのを防ぐため、便宜上旧称を用いている）。

## 主な登録物件
アヴィニョンは14世紀には教皇庁が置かれていた時期があり、世界遺産に登録されたのは、主として当時アヴィニョンの中心として栄えていた地区である。

以下、主な登録物件について概説する。

### 教皇宮殿
教皇宮殿は、かつてアヴィニョンに教皇庁がおかれていた時に建造された宮殿である。フランス革命期の略奪によって内装は寂しいものとなってしまったが、現存するヨーロッパの中世ゴシック様式建築物の中では最大級を誇る重要なものである。
アヴィニョンはいわゆる教皇のアヴィニョン捕囚時代（1309年 - 1377年）には教皇の座所として機能した。現存する宮殿は、元々アヴィニョン司教の宮城があったローヌ川を望むアヴィニョン北縁に建造されたものである。1335年から1364年までの約30年に及んだ建築は、趣の異なる二つの区画に分かれる。いわゆる旧宮殿（パレ・ヴィュー）と新宮殿（パレ・ヌフ）である。両区画の完成時の面積は11000km2という広大なもので、当時の教皇の収入の多くの部分がつぎ込まれた。
旧宮殿は、教皇ベネディクトゥス12世の命で、ミルポワのピエール・ポワソンが手がけた。厳格なベネディクトゥスは司教宮を取り壊し、回廊や重厚な防壁を備えたより大きな宮殿を造らせた。この宮殿は四つの翼棟を持ち、それぞれから高い塔が伸びている。
クレメンス6世、インノケンティウス6世、ウルバヌス5世の時代に、現在新宮殿として知られる部分の増築が行われた。これはクレメンス6世の命でジャン・ド・ルーヴルが手がけた。そこには教皇の礼拝に使われた長さ52メートル（高さ20メートル）の大礼拝室なども含まれる。その後、インノケンティウス6世とウルバヌス5世のときに二つの塔が作られた。旧宮殿だけの時には開かれていた前庭は、増築された新宮殿が取り囲むような形になったために、事実上の中庭になった。クレメンス6世は華美を好んだため、イタリアからシモーネ・マルティーニやマッテオ・ジョヴァネッティを招いて、内装を豪奢に飾らせた。このため、旧宮殿の飾りのなさとは対照的に、新宮殿はフレスコ画、タペストリー、絵画、彫刻などで華やかに彩られた。
1377年に教皇庁は再びローマに戻ったが、続く教会大分裂期には対立教皇であるクレメンス7世とベネディクトゥス13世が、この教皇宮殿を1408年まで座所とした（ただし、ベネディクトゥス13世は1398年からおよそ10年間、宮殿内に幽閉状態だった）。その後、少しの間、宮殿は対立教皇の手にあったが、1433年にローマ教皇庁の財産となった。
宮殿はその後もおよそ350年にわたり、周辺のアヴィニョン市やヴナスク伯領とともに教皇庁の管理下にあった。その間、1516年の修復などもあったものの、徐々に劣化していった。フランス革命が起こった1789年には、この宮殿は既に酷い状態になっており、革命派の破壊や略奪が拍車をかけた。その後一部は獄舎に転用されていたが、1791年には投獄されていた反革命派が虐殺され、その死体が旧宮殿のラトリヌ塔に投棄されるという事件も起こった。ナポレオン・ボナパルト（フランス皇帝ナポレオン1世）の治世下でも引き続き獄舎と兵営として用いられていた。最終的に兵営が撤去されたのは1906年のことであり、それまでの間、なおも破壊や略奪にさらされた。
現在は国営のミュージアムとして修復が行われており、大部分は一般公開されている。ただし、長い年月の破壊と略奪の結果、最盛期の様子を伝える当時の調度品などはほとんどが散逸してしまっている。
なお1947年以降は、毎年開催されているアヴィニョン演劇祭のメイン会場となっている。

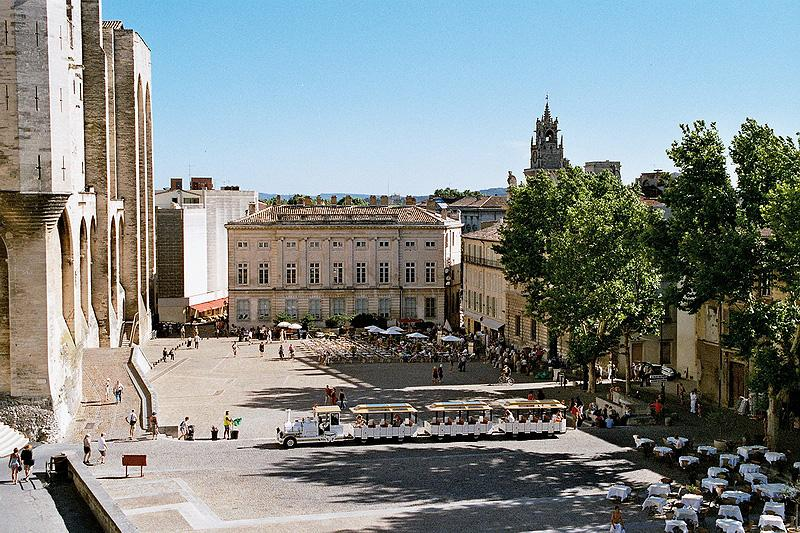
教皇宮殿（左）と広場
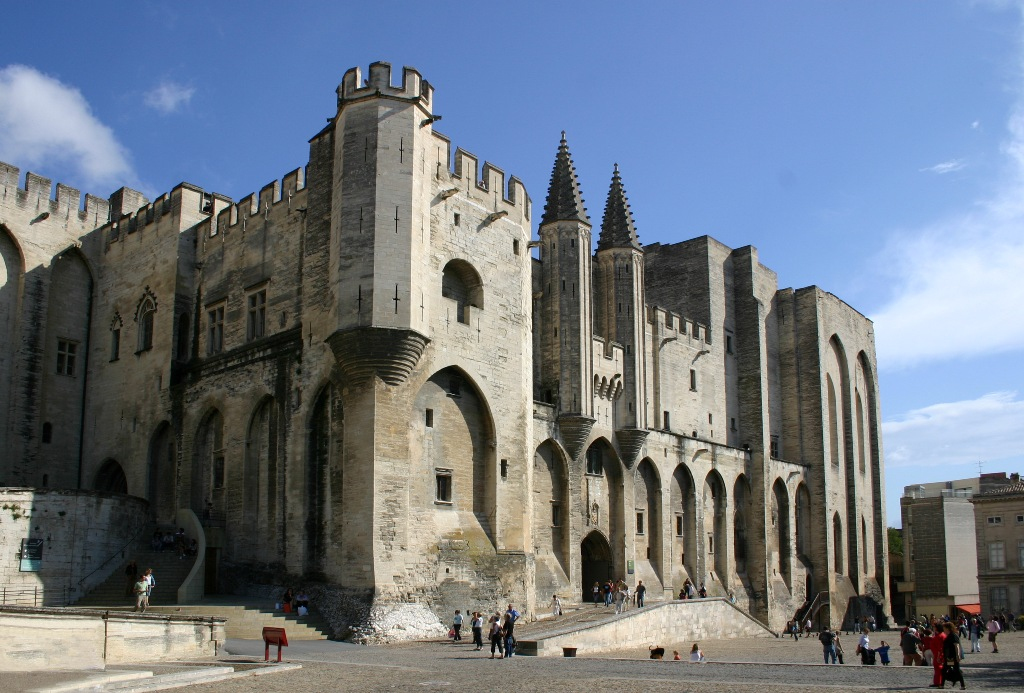
斜め正面から見た教皇宮殿
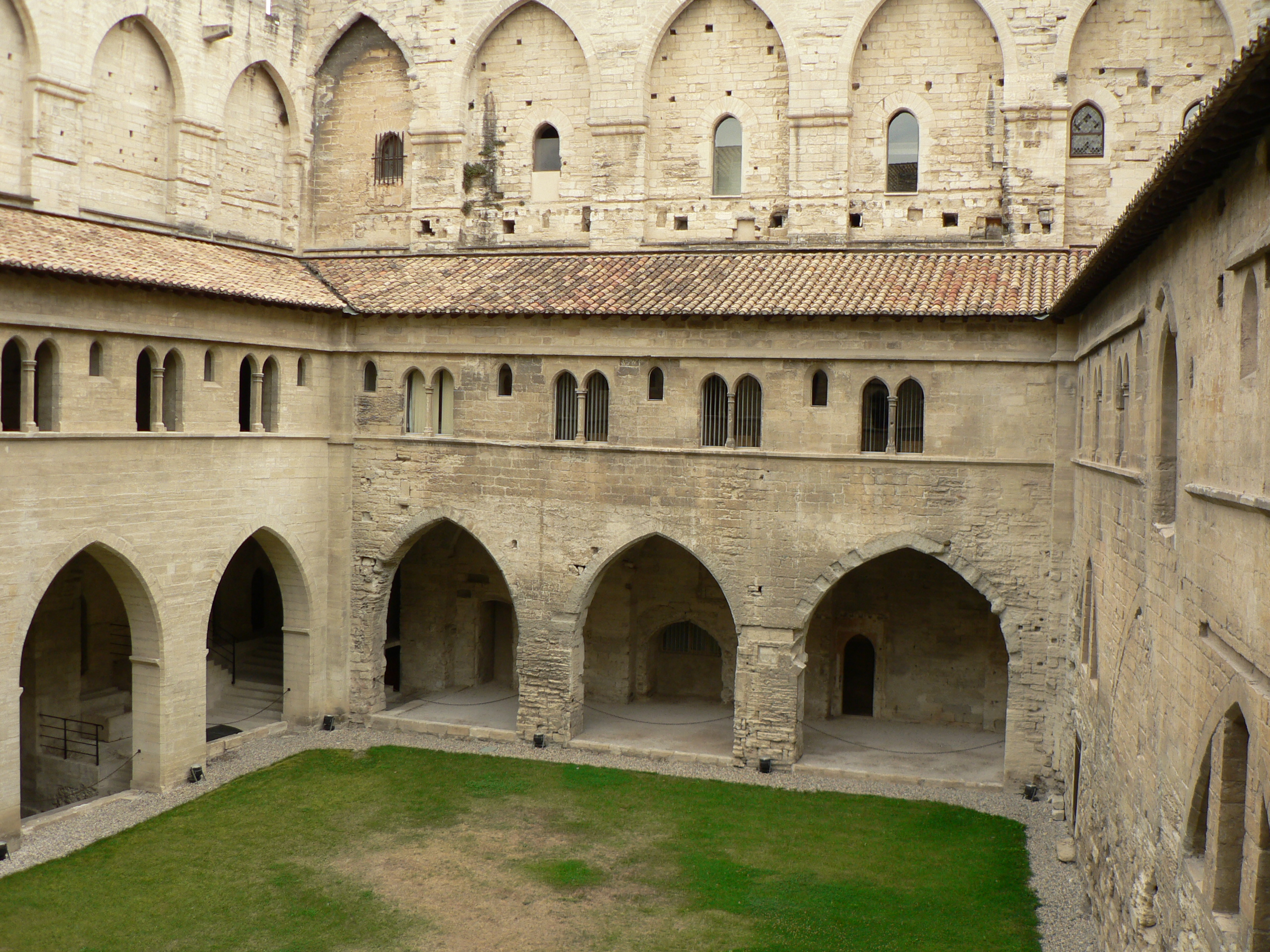
回廊
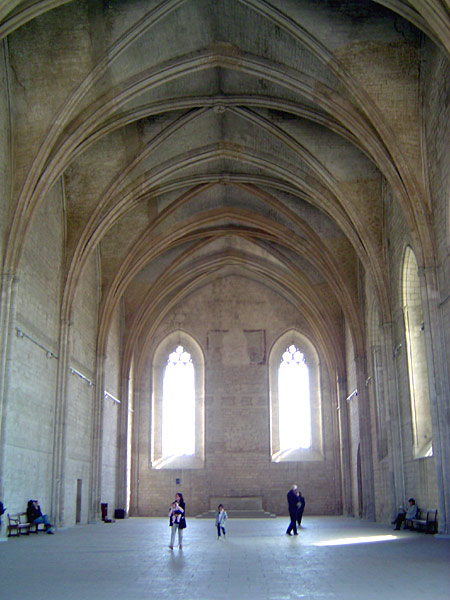
大礼拝室

### プチ・パレ
プチ・パレ（アヴィニョン）（Petit Palais、小宮殿）は14世紀に建てられた司教館で、現在は美術館となっている。ルネサンス期のイタリア絵画やアヴィニョン派の絵画のコレクションが充実しており、サンドロ・ボッティチェリ作『聖母子』、カルロ・クリヴェッリ作『四聖人』などが所蔵されている。
内部は19室に分かれており、第1室と第2室には14世紀の彫刻やフレスコ画などを見ることが出来る。第3室から第16室には、13世紀から16世紀までのイタリアの絵画が、時代や画派で分類されて展示されている。上述のボッティチェリの作品（第11室）やクリヴェッリの作品（第12室）などもここに含まれている。第17室から第19室までは15・16世紀のアヴィニョン派の絵画が展示されている。

### ロシェ・デ・ドン
ロシェ・デ・ドン（ドンの岩壁）は、教皇宮殿の北にある要塞然とした岩壁。その上は、現在は緑にあふれる公園となっている。見晴らしがよく、ローヌ川やサン・ベネゼ橋、対岸のヴィルヌーヴ＝レザヴィニョンなどを見渡すことが出来る。

### ノートルダム・デ・ドン大聖堂
ノートルダム・デ・ドン大聖堂は、ロシェ・デ・ドンと教皇宮殿の間に位置する大聖堂。12世紀半ばに建造されたロマネスク様式の教会堂だが、何度となく改修されている。現在、ひときわ高い西側の鐘楼の頂上で黄金に輝く聖母像は、1859年に据え付けられたものである。内部の礼拝室には、ゴシック様式で造られた教皇ヨハネス22世の墓がある。

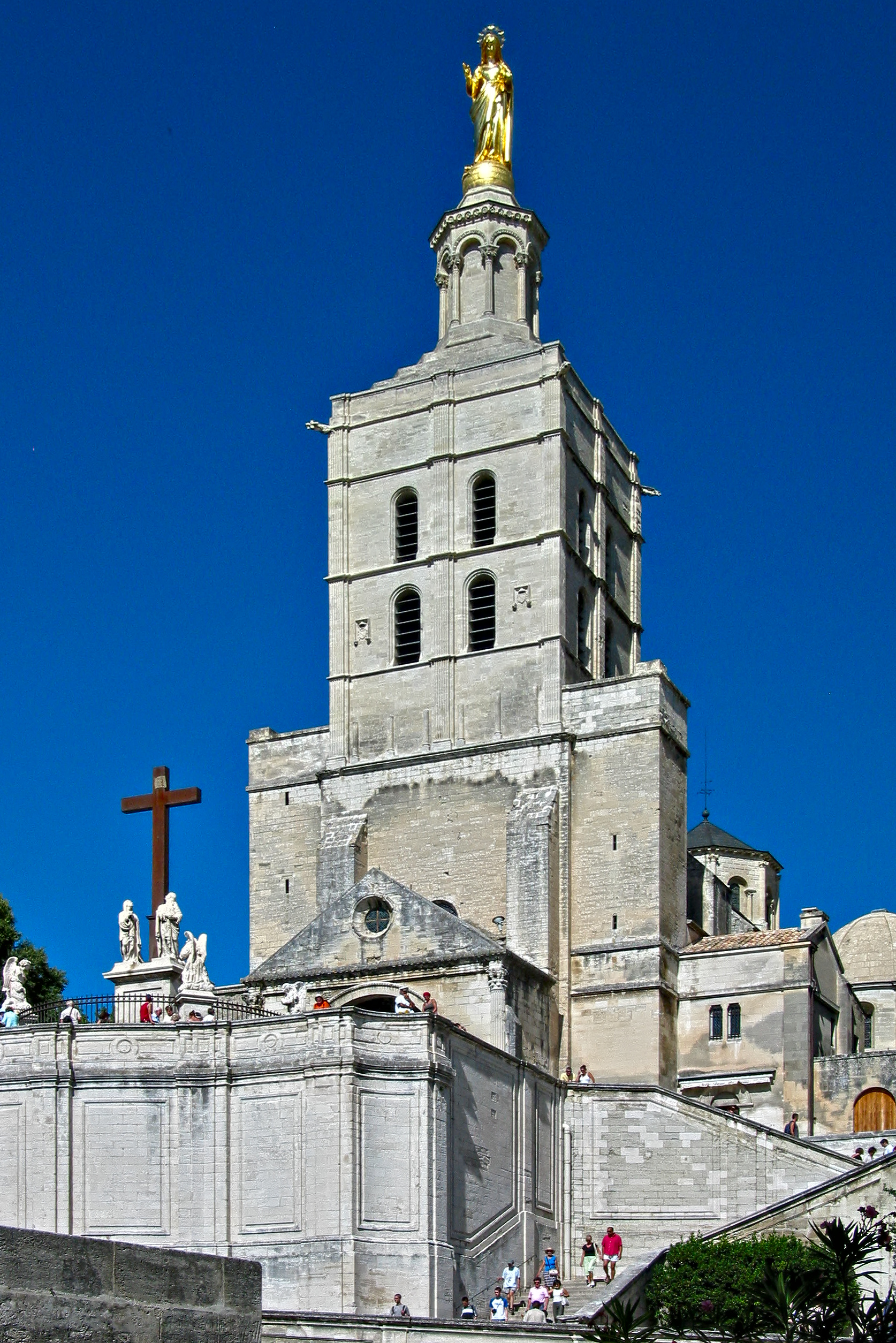
ノートルダム・デ・ドン大聖堂

- 入口左手のサン・ジャン・バティスト礼拝堂には16世紀の美しいキリストの彩色石像がある。
- 左手の聖歌隊入口には美しい12世紀の白大理石製司教席がある。司教席の両側面には聖マルコと聖ルカを象徴した動物の文様が施されている[1]。

### 城壁
現在のアヴィニョンは城壁に囲まれている。この城壁は教皇庁が置かれていた14世紀に建造されたものである。防衛上の観点からは優れたものとは言えないとの指摘もあるが、中世の都市城塞建築の姿を伝えるものとしては貴重な遺構である。19世紀には、一部がヴィオレ＝ル＝デュックによって再建された。
- この城壁の最も興味深い部分は、ローヌの城壁通からクリヨン広場に至る道筋にみられる[1]。

### サン・ベネゼ橋
サン・ベネゼ橋は12世紀にかけられた橋で、世界遺産登録名にも顕れているように「アヴィニョン橋」の名でも親しまれている。元は対岸のヴィルヌーヴ＝レ＝ザヴィニョンまで伸びる22のアーチを持つ橋であったが、現存するのは4つのアーチのみである。
- 歩行者と騎馬通行者のために作られたものなので、歌にあるように、みんなで輪になって踊ることは狭くて出来なかったはずである。実際に歌ったり踊ったりしていた場所は橋の下の島であった[1]。

## 登録基準
この世界遺産は世界遺産登録基準のうち、以下の条件を満たし、登録された（以下の基準は世界遺産センター公表の登録基準からの翻訳、引用である）。
- (1) 人類の創造的才能を表現する傑作。
- (2) ある期間を通じてまたはある文化圏において、建築、技術、記念碑的芸術、都市計画、景観デザインの発展に関し、人類の価値の重要な交流を示すもの。
- (4) 人類の歴史上重要な時代を例証する建築様式、建築物群、技術の集積または景観の優れた例。